# Urs Meier
Urs Meier   (Zúric, 22 de gener de 1959) és un àrbitre de futbol suís, ja retirat. Va arbitrar les Copes del Món de 1998 i 2002, i va dirigir la semifinal entre Corea del Sud i Alemanya el 2002. Aquell mateix any també va arbitrar la final de la Lliga de Campions de la UEFA 2001-02. Va aparèixer a l'Eurocopa 2000 i a l'Eurocopa 2004, arbitrant els quarts de final entre Anglaterra i Portugal el 2004. Es va jubilar 6 mesos després.
Meier va rebre nomenaments de la FIFA i va arbitrar a la màxima divisió suïssa fins que va arribar a l'edat de jubilació obligatòria per a cadascun. Ara apareix com a comentarista al canal de televisió alemany ZDF durant les Copes del Món i els Campionats d'Europa. També és propietari d'una marca d'electrodomèstics a Würenlos, Suïssa.

## Biografia
Meier va néixer el 22 de gener de 1959 a Zúric.

## Carrera professional
A la Copa del Món de 1998, Meier va arbitrar el famós partit entre els EUA i l'Iran. Més tard, en una entrevista, va afirmar que s'havia predit que seria l'àrbitre d'aquell partit a causa del paper de Suïssa com a potència protectora dels Estats Units a l'Iran.
Va arbitrar un partit de classificació per a l'Eurocopa 2004 entre Romania i Dinamarca. Dinamarca va empatar a la pròrroga i va eliminar Romania. L'equip romanès va argumentar que hauria d'haver acabat el partit més d'un minut abans. A més, el penal que va permetre a Dinamarca marcar el primer gol va ser molt controvertit, i fins i tot el comentarista de la televisió danesa va dir que "només a certs equips amfitrions se'ls concedeixen aquests penals". Després que diversos diaris romanesos publiquessin la seva adreça electrònica després del partit, Meier va rebre 14.000 correus electrònics, incloses amenaces de mort.
Va arbitrar els quarts de final de l'Eurocopa 2004 entre Anglaterra i Portugal a Lisboa, que van acabar en empat a 2, i Portugal va guanyar a la tanda de penals. Al minut 90, Sol Campbell va marcar, però Meier va anul·lar el gol per una empenta al porter portuguès. Després del partit, les dades personals de Meier van ser publicades pels diaris sensacionalistes britànics i Meier va rebre més de 16.000 correus electrònics abusius, incloses amenaces de mort. Reporters de The Sun van viatjar a Suïssa i van col·locar una bandera anglesa gegant en un camp a prop de casa seva. Com a resultat, va ser posat sota protecció policial.